# Eudorylas latipennis
Eudorylas latipennis är en tvåvingeart som först beskrevs av Banks 1915.  Eudorylas latipennis ingår i släktet Eudorylas och familjen ögonflugor.
Artens utbredningsområde är Virginia. Inga underarter finns listade i Catalogue of Life.